# Związek Zawodowy Polskich Artystów Muzyków Orkiestrowych
Związek Zawodowy Polskich Artystów Muzyków Orkiestrowych (skrótowo: ZZ PAMO) – niezależny związek zawodowy zrzeszający polskich muzyków orkiestrowych, założony w 2013. W 2023 miał 1600 członków zrzeszonych w 40 zakładowych organizacjach w Polsce.
W skład komitetu założycielskiego weszli instrumentaliści Narodowej Orkiestry Symfonicznej Polskiego Radia w Katowicach, Teatru Wielkiego–Opery Narodowej w Warszawie i Sinfonii Varsovii. Związek zawodowy koncentruje się na świecie muzyki poważnej i zespołach prowadzonych przez państwo oraz samorządy. Członkowie-założyciele zaangażowani byli wcześniej w Forum Polskich Muzyków Orkiestrowych, które w latach 2009–2010 skutecznie wpłynęło na kształt ustawy o organizowaniu i prowadzeniu działalności kulturalnej. Związek został zarejestrowany w rejestrze KRS w 30 kwietnia 2013. Zawarł ogólnopolskie porozumienie ze Związkiem Zawodowym Artystów Tancerzy.
Celami statutowymi związku są:
1. reprezentacja i obrona godności swoich członków,
2. obrona interesów zawodowych, materialnych i socjalnych członków Związku,
3. obrona praw pracowniczych w zakresie wykonywanej pracy zawodowej, statusu materialnego, bezpieczeństwa i higieny pracy,
4. prezentowanie stanowiska wobec władz państwowych, samorządu terytorialnego, pracodawcy i innych organizacji,
5. realizacja innych zadań wynikających z przepisów o związkach zawodowych, rozwiązywaniu sporów zbiorowych, z prawa pracy i ratyfikowanych konwencji Międzynarodowej Organizacji Pracy
6. wypracowanie warunków Układu Zbiorowego Pracy (ponadinstytucjonalne ujednolicenie systemów organizacji pracy i wynagradzania).